# Andriamangarira
Andriamangarira est le roi fondateur de la cité d'Antsahadinta vers 1725, petit-fils du roi Andriamasinavalona,,,, fils de Rasohanamanjaka d'Ambohimahamanina, l’une de ses filles, avec un certain Andriandambozozoro, Seigneur d'Ivatobe avaratra et de Malaza à Ambodirano Imerinatsimo.
Le tombeau d’Andriamangarira, qualifié de « Tombeau pirogue », et son « Tranomasina » (Maison sacrée) selon les traditions, sont encore visibles à Antsahadinta.

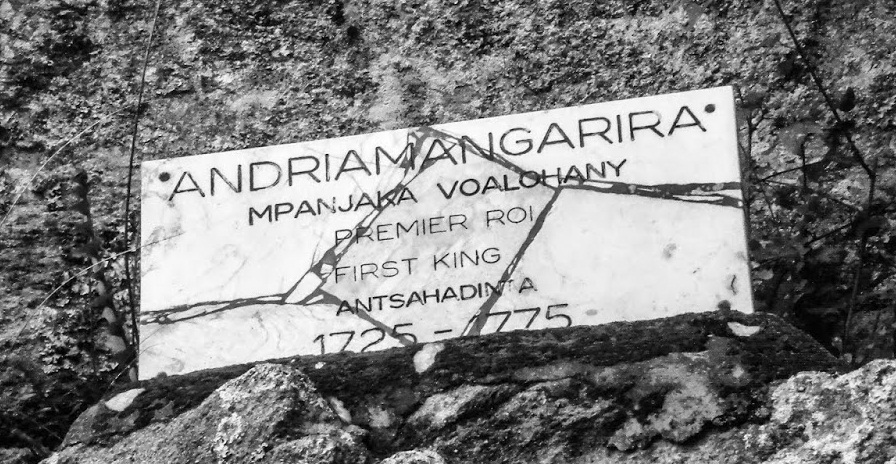
Plaque commémorative du roi dans le Rova d'Antsahadinta

Après sa mort en 1775, son fils cadet Andriambolamena lui succéda au trône d'Antsahadinta. Leurs descendants constituent le clan des Zanamangarira, des « Andriamasinavalona » d'origine,,,, et leurs territoires s'étendent en Ankibonimerina de Miadanimerina avaratra, Ambatomahabodo et Finaritra, jusqu'au Vakinankaratra à Isoavina, Antetezambato, Tsarafaritra, Miadanimerina atsimo, Ambatoharanana, Ankotsaka et Antamika. L'ensemble des territoires est appelé Anjanamangarira.
|  |  |

|  |  |  |

|  |  |  |